# Mario Pérez (ur. 1982)
Mario Pérez Zúñiga (ur. 17 czerwca 1982 w mieście Meksyk) – meksykański piłkarz występujący najczęściej na pozycji lewego obrońcy.

## Kariera klubowa
Pérez pochodzi ze stołecznego miasta Meksyk i jest wychowankiem tamtejszego zespołu Club Necaxa. W meksykańskiej Primera División zadebiutował za kadencji szkoleniowca Raúla Ariasa – 24 lutego 2001 w przegranym 1:2 spotkaniu z Atlante. Miejsce w wyjściowej jedenastce wywalczył sobie jednak dopiero dwa lata później, w rozgrywkach 2003/2004. Wtedy także strzelił pierwszego gola w najwyższej klasie rozgrywkowej – 21 lutego 2004 w wygranej 2:1 konfrontacji z Morelią.
Dobra postawa prezentowana w meczach ligowych i reprezentacyjnych zaowocowała transferem Péreza za sumę trzech milionów dolarów do jednej z najbardziej utytułowanych drużyn w kraju – stołecznego Club América. Zawodnik spędził tam na wypożyczeniu sezon 2004/2005, jednak pozostawał rezerwowym drużyny. Mimo to wywalczył z Américą tytuł mistrza Meksyku w wiosennym sezonie Clausura. Po powrocie do Necaxy wygrał z nią w 2007 roku rozgrywki InterLigi, dzięki czemu mógł kilka tygodni później wziąć udział w Copa Libertadores. Tam jego ekipa odpadła w 1/8 finału.
Latem 2007 Pérez został ściągnięty przez swojego byłego szkoleniowca z Necaxy, Raúla Ariasa, do zespołu San Luis FC. Tam spędził rok w roli podstawowego piłkarza drużyny, podczas Apertury dochodząc z nią do ćwierćfinału fazy play–off, natomiast w Clausurze do półfinału. Do Necaxy wrócił na czas trwania sezonu 2008/2009, po którym spadła ona do drugiej ligi. Zawodnik nie pozostał jednak w klubie i w rozgrywkiach 2009/2010 na zasadzie wypożyczenia reprezentował barwy Club Atlas, gdzie pełnił rolę rezerwowego i sporadycznie pojawiał się na ligowych boiskach.
W marcu 2011 Pérez po sześciu miesiącach bezrobocia podpisał umowę z amerykańskim drugoligowcem Atlanta Silverbacks. W North American Soccer League zadebiutował 10 kwietnia 2011 w przegranym 1:2 pojedynku z Minnesota Stars, natomiast premierową bramkę zdobył 24 kwietnia w meczu z Fort Lauderdale Strikers, także przegranej 1:2. Latem tego samego roku powrócił do Meksyku, przechodząc do Tecos UAG, występującego w rozgrywkach pierwszoligowych. Następnie był graczem drużyn Necaxa oraz Lobos. W 2016 roku zakończył karierę.
| Sezon     | Klub                | Kraj              | Rozgrywki                    | Mecze | Bramki |
| --------- | ------------------- | ----------------- | ---------------------------- | ----- | ------ |
| 2000/2001 | Club Necaxa         | Meksyk            | Primera División             | 1     | 0      |
| 2001/2002 | Club Necaxa         | Meksyk            | Primera División             | 0     | 0      |
| 2002/2003 | Club Necaxa         | Meksyk            | Primera División             | 3     | 0      |
| 2003/2004 | Club Necaxa         | Meksyk            | Primera División             | 34    | 3      |
| 2004/2005 | Club América        | Meksyk            | Primera División             | 20    | 1      |
| 2005/2006 | Club Necaxa         | Meksyk            | Primera División             | 35    | 0      |
| 2006/2007 | Club Necaxa         | Meksyk            | Primera División             | 29    | 2      |
| 2007/2008 | San Luis FC         | Meksyk            | Primera División             | 42    | 0      |
| 2008/2009 | Club Necaxa         | Meksyk            | Primera División             | 32    | 1      |
| 2009/2010 | Club Atlas          | Meksyk            | Primera División             | 9     | 0      |
| 2011      | Atlanta Silverbacks | Stany Zjednoczone | North American Soccer League | 10    | 1      |
| 2011/2012 | Tecos UAG           | Meksyk            | Primera División             | 24    | 0      |

## Kariera reprezentacyjna
W 1999 roku Pérez został powołany przez selekcjonera José Luisa Reala do reprezentacji Meksyku U–17 na Mistrzostwa Świata U–17 w Nowej Zelandii. Młody zawodnik Necaxy był wówczas podstawowym graczem swojej kadry, występując w czterech meczach i odpadł z Meksykiem w ćwierćfinale.
W seniorskiej reprezentacji Meksyku Pérez zadebiutował za kadencji trenera Ricardo La Volpe, 19 listopada 2003 w zremisowanym 0:0 towarzyskim meczu z Islandią. Rok później wystąpił w trzech spotkaniach eliminacji do Mistrzostw Świata w Niemczech, jednak w składzie na światowy czempionat ostatecznie się nie znalazł. Bilans występów w dorosłej reprezentacji zamknął na dziewięciu rozegranych meczach bez zdobyczy bramkowej.
W 2004 roku Pérez został powołany przez Lavolpe składzie do reprezentacji Meksyku U–23 na Letnie Igrzyska Olimpijskie w Atenach. Zawodnik rozegrał na tym turnieju trzy spotkania, natomiast Meksykanie odpadli już w fazie grupowej.